# Pseudevirchoma soror
Pseudevirchoma soror är en stekelart som först beskrevs av Heinrich 1938.  Pseudevirchoma soror ingår i släktet Pseudevirchoma och familjen brokparasitsteklar. Inga underarter finns listade i Catalogue of Life.